# Kolędnicy misyjni

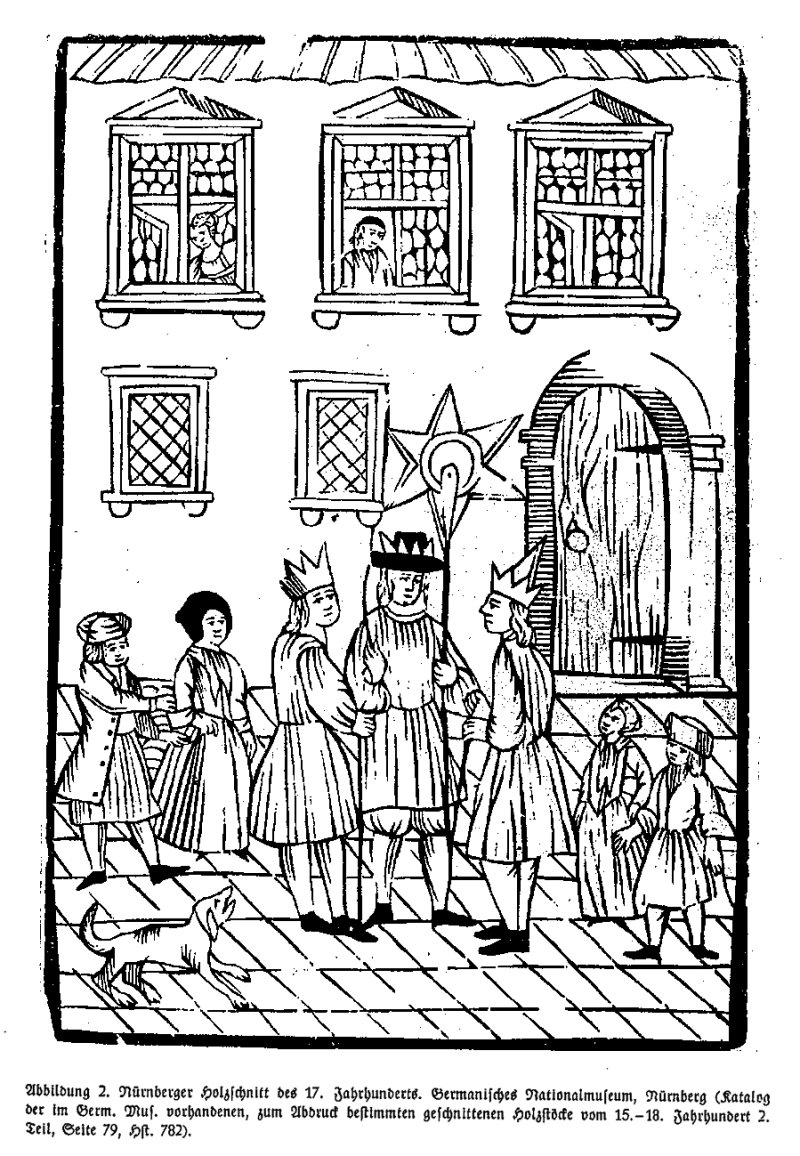
Przedstawienie tradycji w XVII wieku

Kolędnicy misyjni – zwyczaj bożonarodzeniowy. Wywodzi się ze średniowiecznych dramatów na święto Trzech Króli, które powstały w XIV wieku i spopularyzowały się w XVI wieku.  Kolędnicy misyjni, przebrani za Trzech Mędrców z Gwiazdą Betlejemską na ramionach, chodzą od domu do domu i śpiewają kolędy.
Zwyczaj znany jest m.in. na Alasce, Austrii, Finlandii, Niemczech, Anglii, Włoszech, Litwie, Meksyku, Norwegii, Polsce, Rosji, Hiszpanii, Szwecji, Szwajcarii.

## Historia
Tradycja prawdopodobnie narodziła się wśród grup uczniów w XIV wieku.
Pierwsze wiadomości o naśladowaniu procesji Mędrców pochodzą z legendy karmelity Jana z Hildesheim.
W 1522 zwyczaj został zakazany w Innsbrucku.
Tradycja przetrwała do XIX wieku, ale wróciła do mody w latach pięćdziesiątych XX wieku jako forma finansowania przez Watykan projektów w krajach misyjnych.